# Armorial des créatures aquatiques
- il comporte peu ou pas de sources.
- certaines figures sont encore dans un format bitmap et doivent être vectorisées.
- il reste des blasons à dessiner dans cet armorial.

Les animaux aquatiques figurent sur les blasons à de nombreuses reprises. Dans de nombreux cas, la volonté semble d'avoir choisi des armes parlantes, ou d'avoir repris des armoiries de parents proches.

## Distinctions entre poissons

### Sans précision d'espèce
| Figure | Blasonnement et commentaires |
| ------ | --- |
|        | Poissy (Yvelines) D'azur au poisson d'argent posé en fasce, accompagné de trois fleurs de lys d'or, une en chef, une en pointe, et une à dextre à la tête du poisson, cette dernière défaillante à senestre. Armes parlantes (poisson et Poissy). |
|        | Famille Le Bègue de Germiny Écartelé : aux 1 et 4, d’azur, au poisson d’argent en fasce, aux 2 et 3, d’azur, à l’écusson d’argent, et sur le tout, d’argent à l’aigle de sable |
|        | Famille Le Saulnier de Saint-Jouan D'azur à trois poissons nageants d'or, l'un sur l'autre. - Tenants : deux sirènes |
|        | Boron (Territoire-de-Belfort) De gueules à trois poissons d'or rangés en bande. |
|        | Saint-Jean (Nouveau-Brunswick) Écartelé de gueules et d'azur, au 1er à un baril à poissons accompagné en chef d'un poisson nageant en fasce, à dextre et à sénestre de quatre poissons plus petits nageant en fasce l'un sur l'autre, au deuxième à six arbres rangés en fasce de grandeur décroissante, surmontés d'une ombre de soleil, au troisième à un voilier d'époque voguant, au quatrième à deux castors l'un sur l'autre, le tout d'or. |
|        | Famille de Bourgneuf D'argent au sautoir de sable, au franc quartier de gueules, chargé de deux poissons chargés en fasce, d'argent. |
|        | Famille de Chalus D'azur, au poisson d'or en bande, accompagné de six étoiles de même en orle. |
|        | Famille Raoul De sable au poisson d'argent en fasce, accompagné de trois annelets de même. |

### Anguilles
| Figure | Blasonnement et commentaires |
| ------ | --- |
|        | Aiguebelle (Savoie) Coupé de gueules à la croix d'argent, et de sinople à trois anguilles d'or nageant en fasce rangées en pal. |
|        | Monteton De gueules au chevron d'or, à une branche de prunier de sinople en barre, feuillée de même et fruitée de deux pièces de pourpre, posée sur une claie de sable, brochant sur le tout et soutenue d'une anguille d'argent, lorée d'or, la tête et la queue brochant sur le chevron; le tout accompagné en pointe d'une jumelle ondée d'azur°. * Il y a là non-respect de la règle de contrariété des couleurs : ces armes sont fautives (azur sur gueules). |
|        | Glénac (Morbihan) Taillé : de sinople à un héron contourné d'argent becqué et membré d'or et d'azur à une anguille ondoyante d'argent lorrée d'or, une traverse d'argent, chargée de trois mouchetures d'hermine de sable dans le sens de la barre, brochante sur la partition. |
|        | Saint-Maur-des-Fossés (Val-de-Marne) D'azur à la bande d'or, chargée d'une anguille tortillée du champ, accompagnée en chef de trois fleurs de lis d'or, au bâton de gueules péri en bande, et en pointe d'une couronne d'épines enfermant le mot PAX surmonté d'une fleur de lis et soutenu de trois clous, le tout d'argent. |

### Barsetbarbeaux
| Figure | Blasonnement et commentaires |
| ------ | --- |
|        | Comtes, puis ducs de Bar D’azur semé de croisettes d’or et aux deux bars d’or. Armes parlantes. Armoiries dérivées : - Bar-le-Duc : Parti : en 1 d'azur semé de croisettes recroisetées au pied fiché d'or aux deux bars adossés d'argent brochant sur le tout, et en 2 aussi d'argent aux trois pensées tigées et feuillées au naturel. - Pont-à-Mousson, possession des comtes de Bar : De gueules au pont de trois arches d'argent flanqué de deux tours crénelées couvertes du même, le tout posé sur des ondes de sinople mouvant de la pointe et surmonté d'un écusson d'azur semé de croisettes recroisetées au pied fiché d'or, chargé de deux bars adossés du même brochant sur le tout et d'une bordure aussi d'or. - Anderny (Meurthe-et-Moselle) : Écartelé au I et au IV d'azur aux deux bars adossés d'or, accompagnés de quatre croisettes recroisetées au pied fiché du même, au II parti au 1 d'azur aux trois coquilles d'argent rangées en pal et au 2 fascé d'or et de gueules de huit pièces, au III de gueules à la clef d'or en pal. - Dommartin-la-Chaussée (Meurthe-et-Moselle) : D'azur semé de croix recroisetées au pied fiché d'or chargé de deux bars de même, l'écu chapé d'or à deux taux de sable. - Plesnois (Moselle) : D'azur à deux bars adossés d'or, accompagnés de quatre roses. - Armoiries de René d'Anjou en 1420 : Écartelé : en 1 et 4 d'azur semé de fleurs de lys d'or et à la bordure de gueules, en 2 et 3 d'azur semé de croisettes d'or et aux deux bar d'or. Sur le tout d'or à la bande de gueules chargé de trois alérions d'argent. - Armoiries de René d'Anjou en 1435 : Coupé et tiercé en pal, en 1 fascé de gueules et d'argent, en 2 d'azur semé de lys d'or et au lambel de gueules, en 3 d'argent à la croix potencée d'or, cantonnée de quatre croisettes du même, en 4 d'azur semé de lys d'or et à la bourdure de gueules, en 5 d'azur semé de croisettes d'or et aux deux bar d'or et en 6 d'or à la bande de gueules chargé de trois alérions d'argent. - Armoiries de René d'Anjou en 1443 : Coupé et tiercé en pal, en 1 fascé de gueules et d'argent, en 2 d'azur semé de lys d'or et au lambel de gueules, en 3 d'argent à la croix potencée d'or, cantonnée de quatre croisettes du même, en 4 d'azur semé de lys d'or et à la bourdure de gueules, en 5 d'azur semé de croisettes d'or et aux deux bar d'or et en 6 d'or à la bande de gueules chargé de trois alérions d'argent. Sur le tout d'or aux quatre pals de gueules. - Armoiries de René d'Anjou en 1453 : Coupé le chef tiercé en pal, en 1 fascé de gueules et d'argent, en 2 d'azur semé de lys d'or et au lambel de gueules, en 3 d'argent à la croix potencée d'or, cantonnée de quatre croisettes du même et la pointe parti d'azur semé de lys d'or et à la bourdure de gueules, et d'azur semé de croisettes d'or et aux deux bar d'or. Sur le tout d'or aux quatre pals de gueules. - Armoiries de René d'Anjou en 1470 : Écartelé : en sautoir, en 1 d'azur semé de lys d'or et au lambel de gueules, en 2, fascé de gueules et d'argent, en 3 d'argent à la croix potencée d'or, cantonnée de quatre croisettes du même, en 4 d'azur semé de croisettes d'or et aux deux bar d'or. Sur le tout d'azur aux trois fleurs de lys d'or et à la bourdure de gueules. - Armoiries de René II, duc de Lorraine et de Bar : Coupé le chef parti en 3, au 1er fascé de gueules et d'argent, au second d'azur semé de lys d'or et au lambel de gueules, au troisième d'argent à la croix potencée d'or, cantonnée de quatre croisettes du même, au quatrième d'or aux quatre pals de gueules, la pointe parti d'azur semé de lys d'or et à la bourdure de gueules, et d'azur semé de croisettes d'or et aux deux bar d'or. Sur le tout d'or à la bande de gueules chargé de trois alérions d'argent. - Armoiries des ducs de Lorraine et de Bar : Coupé et parti en 3, au premier fascé de gueules et d'argent, au second d'azur semé de lys d'or et au lambel de gueules, au troisième d'argent à la croix potencée d'or, cantonnée de quatre croisettes du même, au quatrième d'or aux quatre pals de gueules au cinquième parti d'azur semé de lys d'or et à la bourdure de gueules, au sixième d'azur au lion contourné d'or, armé, lampassé et couronné de gueules, au septième d'or au lion de sable armé et lampassé de gueules, au huitième d'azur semé de croisettes d'or et aux deux bar d'or. Sur le tout d'or à la bande de gueules chargé de trois alérions d'argent. - Armoiries de Léopold II de Habsbourg-Lorraine : Écartelé : en 1 parti fascé d'argent et de gueules de huit pièces et de gueules à la croix patriarcale d'argent sur une colline de sinople, en 2 de gueules au lion d'argent à la queue fourchée passée en sautoir, couronné, armé et lampassé d'or, en 3 bandé d'or et d'azur à la bordure de gueules et en 4 d'azur semé de croisette d'or aux deux bars adossés d'or, dur le tout tiercé en pal en 1 d'or à la bande de gueules chargé de trois alérions d'argent, en 2 de gueules à la fasce d'argent et en 3 d'or à six tourteaux mis en orle, cinq de gueules, celui en chef d'azur chargé de trois fleurs de lis d'or. - Armoiries impériales de Léopold II de Habsbourg-Lorraine : D'or, à l'aigle bicéphale de sable, membrée, becquée et liée de gueules, sur le tout d'or, à l'aigle bicéphale de sable, membrée, becquée et liée de gueules, sur le tout écartelé en 1 parti fascé d'argent et de gueules de huit pièces et de gueules à la croix patriarcale d'argent sur une colline de sinople, en 2 de gueules au lion d'argent à la queue fourchée passée en sautoir, couronné, armé et lampassé d'or, en 3 bandé d'or et d'azur à la bordure de gueules et en 4 d'azur semé de croisette d'or aux deux bars adossés d'or, dur le tout tiercé en pal en 1 d'or à la bande de gueules chargé de trois alérions d'argent, en 2 de gueules à la fasce d'argent et en 3 d'or à six tourteaux mis en orle, cinq de gueules, celui en chef d'azur chargé de trois fleurs de lis d'or. |
|        | Comtes de Chiny De gueules semé de croisettes d'or et aux deux bars d'or. Louis III, premier comte à porter ces armes, est neveu d'un comte de Bar. Armoiries dérivées : - Comtes de Looz et de Chiny : Parti : en 1 burelé d'or et de gueules et en 2 de gueules semé de croisettes d'or et aux deux bars d'or. - Thierry et Godefroy de Heinsberg, comtes de Looz et de Chiny : Écartelé : en 1 et 4 de gueules, au lion d'argent, la queue fourchée passée en sautoir, et en 2 et 3 parti, en 1 burelé d'or et de gueules et en 2 de gueules semé de croisettes d'or et aux deux bars d'or. - Arnoul de Rumigny, comtes de Looz et de Chiny : Écartelé : en 1 et 4 d'argent, au lion de sable, et en 2 et 3 parti, en 1 burelé d'or et de gueules et en 2 de gueules semé de croisettes d'or et aux deux bars d'or. |
|        | Comtes de Clermont-en-Beauvaisis De gueules semés de trèfles d'or et aux deux bars adossés de même. Renaud II, premier comte à porter ces armes, est marié à une fille d'un comte de Bar. |
|        | Ferrette De gueules aux deux bars adossés d'or. Les comtes de Ferrette étaient issus de la même famille que les comtes de Bar. Armoiries dérivées : Sundgau : De gueules à la fasce d'argent accompagné en chef de trois étoiles d'or et en pointe de deux bars adossés d'or. Duché de Wurtemberg, comtes de Montbéliard : Écartelé, au 1 et 4 d'or, à trois demi ramures de cerf de sable et au 2 et 3 de gueules aux deux bars adossés d'or. Ville de Montbéliard : À la croix d'argent chargée d'une étoile d'azur à six rais et cantonnée au 1er et au 4e d'or à trois demi-ramures de cerf de sable en pal, au 2e et au 3e de gueules à deux bars adossés d'or. |
|        | Dombasle-sur-Meurthe De sable semé de croisettes pommetées au pied fiché d'argent aux deux bars adossés du même brochant sur le tout. |
|        | Oermingen Parti : au 1er d'azur semé de billettes d'or au lion couronné du même, au 2e d'argent aux deux bars adossés de gueules, accompagnés de quatre croisettes du même. |
|        | Bourmont Coupé : au 1er d'azur, à une montagne d'or surmontée d'un alérion d'argent côtoyé à dextre d'un soleil d'or et à senestre d'une lune d'argent, au 2e d'argent, à deux bars adossés d'azur accompagnés ou cantonnés de quatre croix recroisettées au pied fiché du même. |
|        | Bar-sur-Aube Parti : au 1er de gueules au bar d'argent, au 2e d'azur à la bande d'argent, accostée de deux cotices potencées et contre-potencées d'or, au chef d'azur chargé de trois abeilles volant d'or. Armes parlantes. |
|        | Famille de Montbard D'azur à deux barbeaux d'or posés en fasce l'un de l'autre. Armes parlantes. Montbard : D'azur à deux barbeaux d'or posés en fasce l'un de l'autre, le premier tourné à droite, et le deuxième à gauche, au chef de Bourgogne ancien. André de Montbard, maître de l'Ordre du Temple : Écartelé : aux 1er et 4e d'argent à la croix pattée de gueules et aux 2e et 3e d'azur aux deux bars d'argent. |
|        | Famille de Marliave (Languedoc) De gueules à deux bars adossés d'argent. |

### Brochets
| Figure                    | Blasonnement et commentaires |
| ------------------------- | --- |
|                           | Ville de Luçon (Vendée) D'azur à trois brochets d'argent posés en fasce. |
| Blason ville Lucheux      | Ville de Lucheux (Somme) d'azur à un brochet d'argent langué de gueules, posé en pal. |
| Blason famille Brochereul | Famille Brochereul D'azur au brochet d'argent mis en bande. |
|                           | Basse-Goulaine Coupé : au 1er d'argent au pelven d'azur adextré de sa pierre ronde du même, au 2e d'azur au brochet d'argent posé en fasce. |
|                           | Butry-sur-Oise D’azur à la crosse et à l’épée d’argent passées en sautoir, chargées d’une cloche d’or bataillée d’argent, accompagnées de trois fleurs de lys aussi d’or, deux aux flancs et une en pointe, à la champagne ondée d’argent chargée d’un brochet de sable. Écu timbré de la couronne murale d'or, soutenu par deux gerbes de blé d'or liées d'azur en pointe.      |
|                           | Mantes-la-Ville D'azur à la couronne dentée d'argent remplie de gueules, accostée et engrenant deux pignons dentés aussi d'argent, surmontés chacun d'une fleur de lis d'or, à la lyre du même, cordée de sable, enfermée dans la couronne dentée et brochant en issant de la partie supérieure de la couronne dentée, à la champagne ondée d'argent chargé d'un brochet d'azur. |

### Carpes
| Figure | Blasonnement et commentaires |
| ------ | --- |
|        | Chalou-Moulineux (Essonne) Écartelé : au 1er d'azur aux trois fleurs de lys d'or, au 2e de gueules à la croix pattée d'argent, au 3e de gueules à la carpe d'argent posée en pal, au 4e d'azur à la gerbe de blé d'or. |
|        | Huelgoat (Finistère) De gueules au cerf passant d'or, au chef ondé de sinople soutenu aussi d'or, chargé d'une moucheture d'hermine accostée de deux carpes posées en face et affrontées, le tout aussi d'or.          |

### Chabots
| Figure | Blasonnement et commentaires |
| ------ | --- |
|        | Famille de Chabot D'or à trois chabots de gueules. Armes parlantes. Armoiries dérivées : - Seigneurs de Retz de la maison Chabot : D'or à trois chabots de gueules, au lambel du même à trois pendants. - Maison de Rohan-Chabot : Écartelé : en 1 et 4, de gueules à neuf macles d'or, en 2 et 3, d'or à trois chabots de gueules. - Léonor Chabot, dit Chabot-Charny : Écartelé : aux 1er et 4e d'or à trois chabots de gueules (qui est de Chabot), au 2e d'argent, au lion de gueules, armé, lampassé et couronné d'or, la queue fourchée et passée en sautoir (qui est de Luxembourg), au 3e de gueules, à l'étoile à seize rais d'argent (qui est de Baux). |
|        | Bueil De gueules à la barre d’or chargée d’une barre d’azur surchargée de deux fleurs de lys d’or posées à plomb, accompagnée, en chef de deux léopards l’un sur l’autre et en pointe, d’une quintefeuille, le tout du même, au chabot d’argent de profil brochant en pal en abîme. |
|        | Vanves D'azur chaussé de gueules, l'azur chargé d'un arbre arraché d'argent, de gueules chargé de trois chabots d'argent la tête vers la pointe posés à dextre un et deux, et de trois battoirs de lavandière de même posés à senestre aussi un et deux. |

### Corégones
| Figure | Blasonnement et commentaires |
| ------ | --- |
|        | Trois-Rivières (Québec) D'azur au chevron d'argent chargé d'une fleur de lis du champ, accompagnés de trois grands corégones nageant aussi d'argent. |

### Goujons
| Figure | Blasonnement et commentaires |
| ------ | --- |
|        | Villiers-Saint-Frédéric (Yvelines) Parti : au 1er d'or aux trois abeilles de sable, au 2e d'azur semé de billettes d'or aux deux goujons adossés du même brochant sur le tout, le tout sommé d'un chef d'azur semé de quartefeuilles d'or. |

### Hippocampes
| Figure | Blasonnement et commentaires |
| ------ | --- |
|        | Valras-Plage (Hérault) De gueules à un demi soleil d'or au naturel mouvant d'une champagne d'azur, à deux hippocampes affrontés d'argent brochant sur le tout. |
|        | Saint-Jean-Cap-Ferrat (Alpes-Maritimes) D’azur à la tour d’or maçonnée de sable sur un roc aussi d’or issant d’une mer du champ ondée d’argent mouvant de la pointe, sommée d’un agneau pascal d’argent nimbé du même portant une bannerette aussi d’argent chargée d’une croisettes de gueules accostée à dextre d’une ancre de marine et à senestre d’un hippocampe le tout d’argent. |

### Loches
| Figure | Blasonnement et commentaires                                                                                       |
| ------ | --- |
|        | Loches De sinople à six loches posées en fasce ordonnées 3-2-1, au chef d'azur chargé de trois fleurs de lys d'or. |

### Ombres
| Figure | Blasonnement et commentaires |
| ------ | --- |
|        | Germiny (Meurthe-et-Moselle) Écartelé : au 1er et au 4e à l'ombre d'argent posée en fasce, au 2e et au 3e aussi d'azur à l'écusson d'argent. |
|        | Fontaine-de-Vaucluse (Vaucluse) D'azur à une truite et à un ombre d'argent, posés en fasce.                                                  |

### Perches
| Figure | Blasonnement et commentaires                                                                                                 |
| ------ | --- |
|        | Bœrsch (Bas-Rhin) D'azur aux deux perches adossées d'argent. Armes parlantes (entre Barsche (perche en allemand) et Bœrsch). |

### Sardines
| Figure | Blasonnement et commentaires                                                                                  |
| ------ | --- |
|        | Famille Scipion Sardini D'azur à trois sardines d'argent posées en fasce et rangées en pal. Armes parlantes.  |
|        | La Turballe (Loire-Atlantique) D'azur à quatre sardines d'argent, au chef d'argent à cinq hermines de sables. |

### Sargues
| Figure | Blasonnement et commentaires                                                                                           |
| ------ | --- |
|        | Dussargues D'azur à trois sargues d'argent marqués de raies de sable allant du dos au ventre, au chef cousu de gueules |

### Saumons
| Figure | Blasonnement et commentaires |
| ------ | --- |
|        | Comtes de Salm De gueules croisillé d'or à 2 saumons d'argent adossés. Armes parlantes (entre le saumon (salmonem en latin) et Salm).                                                                                      |
|        | Princes de Salm De gueules à trois saumons d'argent, posés en pairle, les têtes appointées vers le cœur de l'écu. |
|        | Aboncourt-sur-Seille (Moselle) Parti d’or à la clef de gueules et mi-parti de gueules à deux saumons adossés d’argent. |
|        | Allarmont (Vosges) De gueules à deux saumons adossés d'or, cantonnés de quatre croisettes du même, 1 - 2 - 1. |
|        | Badonviller (Meurthe-et-Moselle) De gueules semé de croisettes recroisetées au pied fiché d'or, à deux saumons adossés du même brochant sur le tout.                                                                       |
|        | Blémerey (Meurthe-et-Moselle) De gueules à la roue de moulin d’or accostée de deux saumons d’argent accompagnés en pointe par une rivière ondée de même.                                                                   |
|        | Brin-sur-Seille (Meurthe-et-Moselle) Écartelé : en sautoir d'or et de gueules, au pal ondé d'azur accompagné de deux saumons d'argent brochant sur le tout.                                                                |
|        | La Broque De gueules aux deux saumons adossés d'argent accompagnés de quatre croisettes d'or ordonnées 1, 2 et 1. |
|        | Caudebec-en-Caux (Seine-Maritime) D'azur à trois saumons d'argent nageant l'un sur l'autre. |
|        | Celles-sur-Plaine (Vosges) De gueules à deux saumons adossés et reliés par deux fasces d'argent, cantonnés de quatre croisettes du même.                                                                                   |
|        | Ruppes (Vosges) Parti : au 1er de gueules aux deux saumons adossés d'argent, accompagnés de quatre croisettes recroisetées au pied fiché du même ordonnées 1, 2 et 1, au 2e d'or à la croix ancrée alésée de gueules.      |
|        | Senones (Vosges) De gueules à deux saumons d'argent adossés et posés en pal, cantonnés de quatre croisettes aussi d'argent.                                                                                                |
|        | Urt (Pyrénées-Atlantiques) D'azur au pont à trois arches de gueules maçonné de sable, accompagné en pointe de deux saumons nageant l'un sur l'autre, celui de la pointe contourné, et en chef d'une étoile, tous d'argent. |
|        | Famille de Villeblanche De gueules à la fasce d'argent, accompagnée de trois hures de saumon de même. (sceau) |

### Truites
| Figure | Blasonnement et commentaires |
| ------ | --- |
|        | Annecy (Haute-Savoie) De gueules à la truite d'argent posée en bande. |
|        | L'Argentière-la-Bessée (Hautes-Alpes) D'azur à la truite d'argent, lorée et mitraillée de gueules, posée en barre, au chef bastillé aussi d'argent. |
|        | Anould (Vosges) Écartelé au 1er d'or à trois montagnes accolées de sinople chargée chacune d'un filet en bande d'argent, et surmontées d'un faucon pèlerin de sable, au 2e de gueules à l'ombre de soleil d'or issant du canton senestre accompagné de trois fleurs de colchiques d'argent posée 1 - 2, au 3e d'argent à deux sapins de sable rangés en bande, au 4e d'azur à quatre truites 2 et 2, la 1re et la 4e en pal et affrontées, la 2e contournée. |
|        | La Bresse (Vosges) D'argent au pairle de gueules accompagné en chef d'un banc de pierre « pierre de justice » de sable à dextre d'une truite d'azur allumée de gueules et à senestre d'une roue à aubes de sable. |
|        | Bussang Écartelé au 1er de sinople à un chalet d'argent ouvert de sable et couvert de gueules, au 2e d'azur à une truite d'argent contournée mise en fasce, au 3e d'or à un sapin arraché de sinople et au 4e d'or à deux montagne de sinople d'où s'écoule une rivière d'argent. |
|        | Évian-les-Bains D'azur à une truite d'argent engoulant par le milieu du corps un vangeron du même, au chef cousu de gueules chargé d'une croix d'argent. |
|        | Fontaine-de-Vaucluse D'azur à une truite d'argent et à un omble du même, nageant l'une sur l'autre. |

## Cétacés
Les cétacés sont héraldiquement des poissons et sont blasonnés comme tels.

### Baleines
| Figure | Blasonnement et commentaires |
| ------ | --- |
|        | Biarritz D'azur à la barque montée par cinq hommes dont deux s'apprêtent à harponner une baleine qui plonge dans les flots, le tout au naturel, au chef d'or, à trois coquilles au naturel, celle de senestre disparaissant sous un franc canton de gueules à l'étoile d'argent.                                                                                   |
|        | Guéthary D’argent à la mer d’azur chargée d’une baleine contournée d’argent et d’une barque d’or à la voile de gueules brochant sur le champ, occupée par six pêcheurs au naturel, le 1er à dextre contourné, le dernier à senestre harponnant la baleine, le tout accompagné au flanc dextre d’une falaise au naturel sur laquelle se tient un guetteur de sable. |
|        | Hendaye D'azur à la baleine d'argent nageant dans une mer au naturel, surmontée de trois harpons d'or, deux passés en sautoir et un en pal, accompagnée d'une couronne royale d'or, accostée des lettres H et E capitales de sable. |
|        | Sète D'azur semé de fleurs de lys d'or à la baleine renversée de sable allumée d'argent, lançant un jet d'obus aussi d'or chargé de trois grenades aussi de sable enflammées de gueules. |

### Dauphins
| Figure                  | Blasonnement et commentaires |
| ----------------------- | --- |
|                         | Dauphins de Viennois D'or au dauphin d'azur, crêté, barbé, loré, peautré et oreillé de gueules. Armes parlantes. Armoiries dérivées : - dauphins de France : Écartelé : en 1 et 4 d'azur aux trois fleurs de lys d'or et au 2 et 3 d'or au dauphin d'azur, crêté, barbé, loré, peautré et oreillé de gueules. - François de France (1518 † 1536), dauphin et duc de Bretagne : Écartelé au 1 et 4, contre-écartelé en 1 et 4 d'azur aux trois fleurs de lys d'or et au 2 et 3 d'or au dauphin d'azur, crêté, barbé, loré, peautré et oreillé de gueules, au 2 et 3, contre-écartelé au 1 et 4 d'azur aux trois fleurs de lys d'or et au 2 et 3 d'hermine. - François de France, dauphin et roi de France : Écartelé au 1 et 4, écartelé en 1 et 4 d'azur aux trois fleurs de lys d'or et au 2 et 3 d'or au dauphin d'azur, crêté, barbé, loré, peautré et oreillé de gueules, au 2 et 3, d'or, au lion de gueules, au double trescheur fleuronné et contre-fleuronné du même. - Crots : D'or au dauphin pâmé d'azur, crêté, barbé, oreillé et peautré de gueules, accosté des lettres S et L capitales de sable. |
|                         | Dauphins d'Auvergne D'or au dauphin d'azur, crêté, barbé, loré, peautré et oreillé de même. Armes parlantes. Guillaume VII d'Auvergne († 1169) était marié à Marquise d'Albon, fille de Guigues IV d'Albon, dauphin du Viennois. Spolié de la plus grande partie du domaine paternel par son oncle, il adopté pour sa seigneurie ainsi réduite le titre et des armes inspirées de celles de son beau-père. Armoiries dérivées : - Louis Ier de Bourbon († 1486), comte de Montpensier et dauphin d'Auvergne : D'azur à trois fleurs de lys d'or à la bande de gueules chargée au franc quartier d'or au dauphin de gueules. - Gilbert de Bourbon (1448 † 1496), comte de Montpensier et dauphin d'Auvergne, et ses fils : Écartelé : aux 1er et 4e d'azur à trois fleurs de lys d'or et à la bande de gueules et aux 2e et 3e d'or au dauphin de gueules. |
|                         | Comtes de Forez, issus de la maison d'Albon, dont les comtes furent les premiers possesseurs du Dauphiné de Viennois. de gueules au dauphin d'or. Armoiries dérivées : - Louis de Bourbon, comte de Beaujeu : D'azur à trois fleurs de lys d'or à la bande de gueules chargée de trois dauphins d'or. |
|                         | Bron (Rhône) D'or à la fasce de gueule accompagnée en chef d'un lion issant de sable et en pointe d'un dauphin d'azur. |
|                         | Jaligny-sur-Besbre (Allier) D'or au dauphin pâmé d'azur, au bâton de gueules brochant, sur lequel un écusson d'argent broche à son tour en chef, et à la filière de gueules brochant sur le tout. |
|                         | Le Lavandou Parti : au 1er de gueules au lion d'or lampassé et vilené de gueules surmonté d'une couronne d'or, accompagné de deux burèles vivrées cousues d'azur, l'une en chef et l'autre en pointe, au second d'azur aux trois dauphins d'or nageant l'un sur l'autre. |
|                         | Mont-Dauphin (Hautes-Alpes) Parti : au 1 d'azur à trois fleurs de lys d'or, au 2 d’or au dauphin d’azur, crêté, barbé, loré, peautré et oreillé de gueules, qui est du Dauphiné. |
|                         | Montgardin (Hautes-Alpes) De gueules au château d'argent maçonné de sable, ouvert et ajouré du champ, surmonté d'une rose aussi d'argent, mantelé d'or chargé deux dauphins affrontés d'azur crêtés, barbés, lorés, peautrés et oreillés de gueules. |
|                         | Puy-Saint-André (Hautes-Alpes) D'argent au sautoir de sinople, cantonné de quatre dauphins du même crêtés, barbés, lorés, peautrés et oreillés de gueules. |
|                         | Famille Mical Vivarais D'argent, au dauphin de sinople couronné de gueules, au chef d'azur, chargé de trois étoiles d'or |
|                         | Famille de Kerscau, D'argent, à deux dauphins adossés d'azur |
|                         | Famille Landays, Sr de la Reillerie D'argent au dauphin couronné de gueules, |
| Blason famille Bouchart | Famille Bouchart, Sr de Kerbouchart D'argent, à trois dauphins pâmés de sable |
|                         | Saint-Romain-en-Viennois (Vaucluse) De gueules au dauphin d'or, au chef du même chargé de deux clefs de sable passées en sautoir. |
|                         | Tierceville (Calvados) Tranché : au 1er de gueules à la croix tréflée d'or, au second d'or au dauphin d'azur crêté, barbé, loré, peautré et oreillé de gueules. |
|                         | Villeneuve-la-Garenne (Hauts-de-Seine) D'azur à la barque à l'antique d'argent naviguant sur une rivière du même mouvant de la pointe, au chef de gueules chargé d'une arbalète en pal, accostée de deux dauphins, celui de dextre contourné, le tout d'argent. |
|                         | Visan (Vaucluse) D'azur au dauphin d'or, à la fasce d'argent brochant sur le tout. |
|                         | Delhomme-Laval D'azur au dauphin couronné d'or, au chef d'argent à trois étoiles d'azur |
|                         | Pierregourde Parti : au 1 de gueules, au lévrier rampant contourné d'argent, au 2 d'azur, au dauphin d'or, au chef cousu de gueules chargé de trois étoiles d'or |
|                         | Peyret D'azur à la rose d'or accostée de deux dauphins d'or, au chef cousu de gueules, chargé d'une fleur de lys d'argent |
|                         | Famille Tranchant de la Verne (Franche-Comté) D'azur au dauphin d'argent couronné d'or, au chef d'argent chargé de trois mouchetures d'hermine. |
|                         | Famille Cramezel D'azur à trois dauphins ou marsouins d'argent 2 et 1. |
|                         | Cheylus D'azur au dauphin d'argent et au lévrier courant d'or, colleté de gueules, affrontés Différences entre dessin et blasonnement : le lévrier est dessiné en pal, ce qui n'est pas dit. |

## Lescrustacés
| Figure | Blasonnement et commentaires |
| ------ | --- |
|        | Audresselles (Pas-de-Calais) D'azur à un flobard d'or, naviguant sur trois ondes d'argent, au chef d'or chargé d'un crabe de gueules. |
|        | Famille Boucher, Baron de Milly, originaire de Champagne D'argent à trois écrevisses de gueules. |
|        | Ramonchamp (Vosges) Parti d'or, à la fasce de gueules chargée d'une navette de tisserand d'argent, accompagnée d'une pomme de pin de sinople en chef et d'une étoile d'azur en pointe, et d'argent, à l'écrevisse de gueules. |
|        | Île-de-Sein (Finistère) D'azur à un besant d'argent chargé d'une moucheture d'hermine, accompagné de trois homards d'or appointés en pairle. |
|        | Audierne (Finistère) D'or à une ancre de marine de sable accostée de deux homards de gueules et accompagnée en pointe d'un merlu d'azur, au chef d'hermine plain. |
|        | Jau-Dignac-et-Loirac (Gironde) D’argent au phare constitué d’une bâtisse de gueules ouverte et ajourée d’acier au naturel, essorée d’or, et d’une tour aussi de gueules ajourée de sable, sommé d’une lanterne du champ mouvant du chef, aux buissons de sinople chargeant le bâtiment en pointe, le tout soutenu d’une crevette contournée de gueules posée en fasce, à la grappe de raisin de pourpre feuillée de sinople brochant en abîme, à la filière soudée aussi d’or. |

## Lesmollusques
| Figure | Blasonnement et commentaires |
| ------ | --- |
|        | Artzenheim (Haut-Rhin) De gueules à la coquille (Saint-Jacques) d'argent. |
|        | Cancale (Ille-et-Vilaine) D'azur à une bisquine de sable habillée d'argent, voguant sur des ondes de sinople mouvant de la pointe, accompagnée de douze huîtres d'or ordonnées en orle, brochant sur le tout, au franc-canton d'argent chargée d'une aigle bicéphale becquée et membrée de gueules. |

## Les êtres fabuleux

### Les sirènes
| Figure | Blasonnement et commentaires |
| ------ | --- |
|        | Monsireigne De gueules à la sirène d'argent, se regardant dans un miroir du même, posée sur une trangle ondée d'azur bordée aussi d'argent, accompagnée en chef à dextre d'une croisette d'or et à senestre d'une fleur de lys du même défaillante à senestre. Armes parlantes. |
|        | Erquy De sinople à une sirène d'or, les cheveux flottant, les bras et la queue tournés vers senestre évoquant le lettre E capitale, au chef d'hermine. |

### Autres
| Figure | Blasonnement et commentaires |
| ------ | --- |
|        | Donville-les-Bains De gueules au cheval mariné d'or surmonté d'un soleil de huit rais droits du même. |
|        | Bretigney D'or au lion mariné de gueules, couronné, armé, lorré et lampassé d'argent. |
|        | Sianów De gueules au griffon mariné d'argent membré lampassé Becqué, (... crusifére) d'or, et en pointe une bande ondé d'azur posée en barre. |
|        | Saint-Georges-d'Oléron D'argent à saint Georges du même, debout sur une barque habillée de gueules, posée de trois quarts, voguant sur une mer d'azur agitée d'argent, saint Georges transperçant de sa lance un dragon mariné de gueules nageant dans ladite mer. |
|        | Ville-sous-Anjou D'azur au portail de chapelle d'argent flanqué à senestre de son clocher du même, mantelé ployé d'argent aux deux oiseaux affrontés d'azur sur un nid d'or contenant trois oisillons aussi d'azur, à dextre, et à l'écusson d'azur à la branche feuillée d'or en pal et au chef cousu de gueules chargé d'un soleil figuré d'or mouvant de l'angle dextre du chef, à senestre, aux deux pointes ployées d'or posées en chevron brochant sur le mantelé, chargées, celle de dextre de l'inscription VILLE surmontée d'un S à plomb et celle de senestre d'un S à plomb soutenu de l'inscription ANJOU, le tout en lettres capitales bâtardes de sable, au chef d'or chargés de deux dauphins monstrueux à tête de lion nageants affrontés d'azur barbés, lorés et peautrés de gueules. |